# Lachhmangarh
Lachhmangarh é uma cidade e um município no distrito de Sikar, no estado indiano de Rajastão.

## Geografia
Lachhmangarh está localizada a 27° 22′ N, 76° 51′ L. Tem uma altitude média de 222 metros (728 pés).

## Demografia
Segundo o censo de 2001, Lachhmangarh tinha uma população de 47,288 habitantes. Os indivíduos do sexo masculino constituem 52% da população e os do sexo feminino 48%. Lachhmangarh tem uma taxa de literacia de 59%, inferior à média nacional de 59.5%: a literacia no sexo masculino é de 70% e no sexo feminino é de 47%. Em Lachhmangarh, 17% da população está abaixo dos 6 anos de idade.